# Klutiana compressa
Klutiana compressa là một loài tò vò trong họ Ichneumonidae.